# Кукушкино (Курганская область)
Кукушкино — деревня в Лебяжьевском районе Курганской области. Входит в состав Камышинского сельсовета.

## История
В 1964 г. Указом Президиума ВС РСФСР деревня Мохово 2-е переименована в Кукушкино.

## Население
| 1989 | 2002 | 2010 |
| ---- | ---- | ---- |
| 165  | ↗173 | ↘125 |